# Elizabeth Yarnold
Elizabeth Anne Yarnold –conocida como Lizzy Yarnold– (Sevenoaks, 31 de octubre de 1988) es una deportista británica que compite en skeleton.
Participó en dos Juegos Olímpicos de Invierno, Sochi 2014 y Pyeongchang 2018, obteniendo en ambas ocasiones la medalla de oro en la prueba femenina.
Ganó tres medallas en el Campeonato Mundial de Skeleton, entre los años 2012 y 2017, y una medalla de oro en el Campeonato Europeo de Skeleton de 2015.

## Palmarés internacional
| Juegos Olímpicos   | Juegos Olímpicos             | Juegos Olímpicos  | Juegos Olímpicos |
| Año                | Lugar                        | Medalla           | Prueba           |
| ------------------ | ---------------------------- | ----------------- | ---------------- |
| 2014               | Sochi (Rusia)                | Medalla de oro    | Individual       |
| 2018               | Pyeongchang (Corea del Sur)  | Medalla de oro    | Individual       |
| Campeonato Mundial |                              |                   |                  |
| Año                | Lugar                        | Medalla           | Prueba           |
| 2012               | Lake Placid (Estados Unidos) | Medalla de bronce | Individual       |
| 2015               | Winterberg (Alemania)        | Medalla de oro    | Individual       |
| 2017               | Königssee (Alemania)         | Medalla de bronce | Individual       |
| Campeonato Europeo |                              |                   |                  |
| Año                | Lugar                        | Medalla           | Prueba           |
| 2015               | Igls (Austria)               | Medalla de oro    | Individual       |